# إريك جونسون (لاعب كرة سلة)
إريك جونسون (7 فبراير 1966 ببروكلين في الولايات المتحدة - ) (بالإنجليزية: Eric Johnson)‏ هو لاعب كرة سلة أمريكي في مركز هجوم خلفي. لعب مع يوتا جاز.

## وصلات خارجية
- أريك جونسون على موقع إن بي أي (الإنجليزية)
- أريك جونسون على موقع سبورتس رفرنس (الإنجليزية)
- أريك جونسون على موقع الدوري الإسباني لكرة السلة (الإسبانية)
- أريك جونسون على موقع كرة السلة الأوروبية.كوم (الإنجليزية)
- أريك جونسون على موقع كلية كرة السلة في سبورتس رفرنس.كوم (الإنجليزية)
- أريك جونسون على موقع ريلجم (الإنجليزية)
- أريك جونسون على موقع بروبوليرز (الإنجليزية)
- أريك جونسون على موقع سبورتس رفرنس (الإنجليزية)